# 格伦·帕钦
格伦·帕钦（英語：Glenn Patching，1958年4月12日—），澳大利亚男子游泳运动员。他曾代表澳大利亚参加1978年英联邦运动会游泳比赛，获得一枚金牌、二枚银牌和一枚铜牌。他也曾参加1976年和1980年夏季奥林匹克运动会。